# Silvano Chesani
Silvano Chesani (Trident, 17. srpnja 1988.) talijanski je atletičar, natjecatelj u skoku u vis. Osvajač je srebrnih odličja s Mediteranskih igara 2013.  u Mersinu i Europskog dvoranskog prvenstva 2015. u Pragu. Osvojio je i dva državna prvenstva te nastupio na dva svjetska prvenstva u atletici. Trenira u višešportskom klubu G. S. Fiamme Oro.
Osim bavljenja atletikom, rekreativno igra hokej na ledu i odbojku.

## Športska karijera
Chesani se isprva bavio skokm u dalj, ali nakon što je na juniorskim nathecanjima počeo ostvarivati bolje plasmane u skoku u vis, s 10 godina promijenio je disciplinu i način treniranja posvetivši se samo skoku u vis.
U seniorskoj se konkurenciji počeo natjecati od 2009. godine, kada je nastupio na Europskom prvenstvu do 23 godine u litavskom Kaunasu. S preskočenih 2,24 metra osvojio je 5. mjesto. 
Dvije godine kasnije, na Svjetskom prvenstvu 2011. u južnokorejskom Daeguu bio je 22. u prednatjecanju s preskočenih 2,25 metara, nedovoljno za ulazak u završnicu. 
U Istanbulu, na Svjetskom dvoranskom prvenstvu 2012. bio je 15., tri mjesta ispod ulaska u završnicu. Iste godine, na Olimpijskim igrama 2012. u Londonu postavio je svoj osobni i državni rekord preskočivši 2,31 metar.
Svoj osobni i talijanski rekord poboljšao je na Talijanskom dvoranskom prvenstvu 2013. u Anconi. Rekord je poboljšao preskočivši 2,33 metra. Time je postao najuspješniji talijanski skakač u vis u njezinoj atletskoj povijesti.